# 観世宗節
観世 宗節（かんぜ そうせつ、永正6年（1509年） - 天正11年12月5日（1584年1月17日））は、戦国時代に活躍した観世流猿楽師。七世観世大夫。諱は元忠、法名は、一安斎宗節。現代に至るまで観世宗家の通り名となっている「左近」を初めて名乗った人物ともされるが、後代の誤伝の可能性が高い。
戦乱によって苦境に立たされた芸界にあって、家に伝わる伝書、謡本などを書写・整理し、また徳川家康に早くから接近して、後代の観世座隆盛の礎を築いた。

## 生涯

### 出自
観阿弥から伝わる観世座を統率する六世大夫・観世元広（道見）の三男として生まれる。母は金春座の大夫・金春禅鳳の娘。義教・義政時代を代表する名優・音阿弥の直系の玄孫であり、また母方を通じて金春禅竹、そして世阿弥など、いずれも能楽草創期を代表する名人たちの血を承けている。
長兄の宗顕は片目を失明しており、また次兄の十郎大夫は世阿弥直系の家である越智観世家の名跡を継いだため、元忠が三男ながら観世宗家の後継となった。なお、弟に宝生家に養子に入って大夫を継いだ重勝（通称「小宝生」）がいる。

### 若き大夫として
大永3年（1523年）、15歳で父・元広に死別し、七世大夫に就任する。
この時期、「脇之仕手」として座の有力者だったのは、父の従兄弟にあたる観世弥次郎長俊である。長俊はその父・小次郎信光ともに室町中期を代表する能作者で、元忠も父の死後はこの長俊に師事して、観世流に伝わる能を遍く伝承され、「近代の上手 」と言われる名人になったとされる。もっとも元忠と、大夫に劣らぬ名望を持った長俊並びにその子・元頼の関係は必ずしも良好ではなく、その全面的な支援を望めない情況で、若き元忠は観世座を背負っていくこととなった。
元忠は大夫就任直後から活動を始め、大永3年（1523年）12月には将軍・足利義晴が細川高国邸を訪れた際の猿楽に出演している。翌4年（1524年）、三条西実隆の元に年賀の挨拶に訪れ、同6年（1526年）には近衛尚通、三条西実隆の邸をそれぞれ訪問したことが記録に残っている。また同年2月には興福寺の薪猿楽に参勤、10月には将軍邸で金春との立合猿楽を演じた。同8年（1528年）3月には近衛尚通邸での花見で、弟などと一緒に謡を披露するなど、幕府・細川家の庇護を受け、権力者と強く結びついた活動を示している。
享禄3年（1530年）には、京五条で最初の勧進能を行う。この時の共演者には弥次郎長俊を始め、大鼓の大蔵九郎能氏（大鼓大倉流・小鼓大倉流の芸祖）、小鼓の宮増弥左衛門親賢、笛の彦兵衛など、歴史に名を遺した名人が連なっていた。22歳という若き大夫が、こうしたベテランの名手に支えられていたことは想像に難くない。うち宮増弥左衛門からは、弟の小宝生とともに闌拍子の相伝を受けている。
このように元忠は比較的順調に芸能者としての道を歩み始めたが、細川高国が享禄4年（1531年）に戦死し、将軍家の権威が低下すると、代々幕府と強く結びついてきた観世座も苦境に陥ることとなる。

### 戦乱の中で
幕府権力が衰退したことで、元忠の演能機会は大幅に減少する。京の情勢が小康を得たことに伴って、天文5年（1536年）10月には将軍邸で久々の演能を行うが、以後はしばらく公的な場での出演機会には恵まれなかった。同9年（1540年）3月、丹波守護代波多野氏の後援を受けて京西陣で2度目の勧進能を催行。この前後に、座の重鎮・長俊が逝去したらしい。
天文11年（1542年）、観世大夫邸が火災に見舞われ、能装束が全て焼けてしまうという大損害を蒙る。幸い、後奈良天皇、将軍義晴などからの援助を得て凌ぐことができたが、この際に観世家伝来の文書類の大半が焼失し、被災を免れた伝書類もかなりのダメージを受けてしまった。後年、元忠は失われた伝書・謡本の書写・保存に励むこととなる。
また元忠の頃には、先祖代々の後援者であった南都興福寺との関係も冷却化していた。大和出身の猿楽四座（観世・金春・金剛・宝生）は興福寺の神事に参勤することを義務付けられていたが、元忠は理由をつけて欠勤、あるいは越智観世大夫、十二大夫などに代理を勤めさせることが多く、あまりまともに顔を出さなかったらしい。天文13年（1544年）に金春と金剛が席次を争う事件が起こると、金春大夫喜勝の従兄弟でもある元忠はこれに同調して、弟の宝生大夫重勝とともにサボタージュを決め込むなど、興福寺の軽視は著しかった。
しかし後援者たる興福寺の神事へ参加しないということは、幕府権力が後退した今となっては収入の道が断たれるのと同義であった。元忠は一般大衆を対象とした勧進能に活路を求め、天文14年（1545年）3月には相国寺石橋八幡、同21年（1552年）3月には伊勢守犬馬場でそれぞれ勧進興行を行っている。またこの間の同15年（1546年）に、近江国に落ちた義晴父子の元で、新将軍・義輝の元服祝賀能に出演している。
また元忠は地方興行にも早くから積極的で、27歳の天文4年（1535年）から九州への旅興行に出ている。当時の九州は能が盛んであり、祖父の禅鳳も晩年には豊後国の大友氏の元に滞在している。そうした縁もあって、九州への旅は以後も複数回行われたと見られている。同22年（1557年）には祖先・世阿弥の流された佐渡国に渡っているが、これは越後国の上杉謙信の招聘によるものだったらしい。
また安芸厳島神社へは、永禄6年（1563年）に法楽能を舞ったのを初めに、永禄11年（1568年）など何度か赴いている。
永禄元年（1558年）、将軍義輝と三好長慶との間に和議が成立すると、再び京に安定が戻る。これに伴い元忠も同4年3月、義輝の三好義興邸訪問の際に能を舞うなど、京での活動を活発にする。
永禄7年（1564年）5月には、相国寺石橋八幡で養子・元尚とともに、将軍義輝臨席の元、生涯最後となる4日間の勧進能を催行する。元忠は「朝長」「定家」「邯鄲」「老松」「安宅」「二人静」「三井寺」「山姥」「松風」「三輪」「春日龍神」「猩々」「当麻」「実盛」「卒都婆小町」「桜川」といった曲のシテを勤めた。しかしこの頃の出演者を見ると、囃子方が全盛期というべき享禄3年（1530年）の勧進能に比して手薄で、観世座の座勢に陰りが見えていたとする指摘がある。
翌・永禄8年（1565年）5月、将軍義輝が三好三人衆らに殺害され、京の情勢は再び流動化する。

### 晩年
永禄8年（1565年）の暮、57歳の元忠は大夫の座を退き、落飾して一安斎宗節を称した（以下、宗節と記す）。宗節は生涯独身だったらしく、弟・宝生大夫重勝の子である三郎元尚を養子としていた。
永禄11年（1568年）9月、織田信長が足利義昭を擁して上洛し、新たな覇者となった。同年10月の将軍宣下祝賀の能、また同13年（1570年）4月の二条御所落成を祝う能では、新大夫の元尚が出演している。しかし信長は、岐阜時代から昵懇だったらしい観世小次郎元頼らに所領を与える一方、観世大夫にはそれほど好意を持っていなかったらしい。長俊の子である元頼は、観世座の脇之仕手でありながら宗節の勧進能に出演しないなど、宗節との関係は険悪であった。
信長の冷遇に耐えかねてか、元亀2年（1571年）、宗節父子は京を離れ、遠江浜松へと下り、以後畿内での活動を縮小する。宗節の兄・駿河十郎大夫は今川家での人質時代から家康の元に伺候しており、その縁を頼っての移住だった。
天正5年（1577年）春、三河吉田で八世大夫元尚が急死する。40歳前後というあまりにも早い死であった。死の前年には南都に上り久しぶりの薪能参勤を果たし、生家宝生家に金剛家からの養子を斡旋、また家康の子・信康の能の指南役を勤めるなど充実した活動の最中であり、宗節、そして観世座にとっては致命的な痛手であった。
そもそも大和猿楽の座は、本来は興福寺神事に奉仕することを目的とした集団である。元尚の子はまだ幼く、前大夫の宗節は浜松に引きこもり、他の役者らも散り散りになって活動する情況では、神事への参勤など出来るはずもなく、以後豊臣政権が大和四座を再び取り立てるまでの約10年間、観世座は崩壊状態に陥ったと見られている。
元尚には小次郎元頼の娘との間に当時12歳の子・鬼若があり、宗節は晩年をこの遺児の育成に努めた。最晩年には京に戻っていたとも言われ、天正11年（1583年）、76歳で没している。この鬼若こと後の九世身愛（黒雪）が、天下人となった徳川家康の元、観世座を再興させることとなる。

## 執筆活動

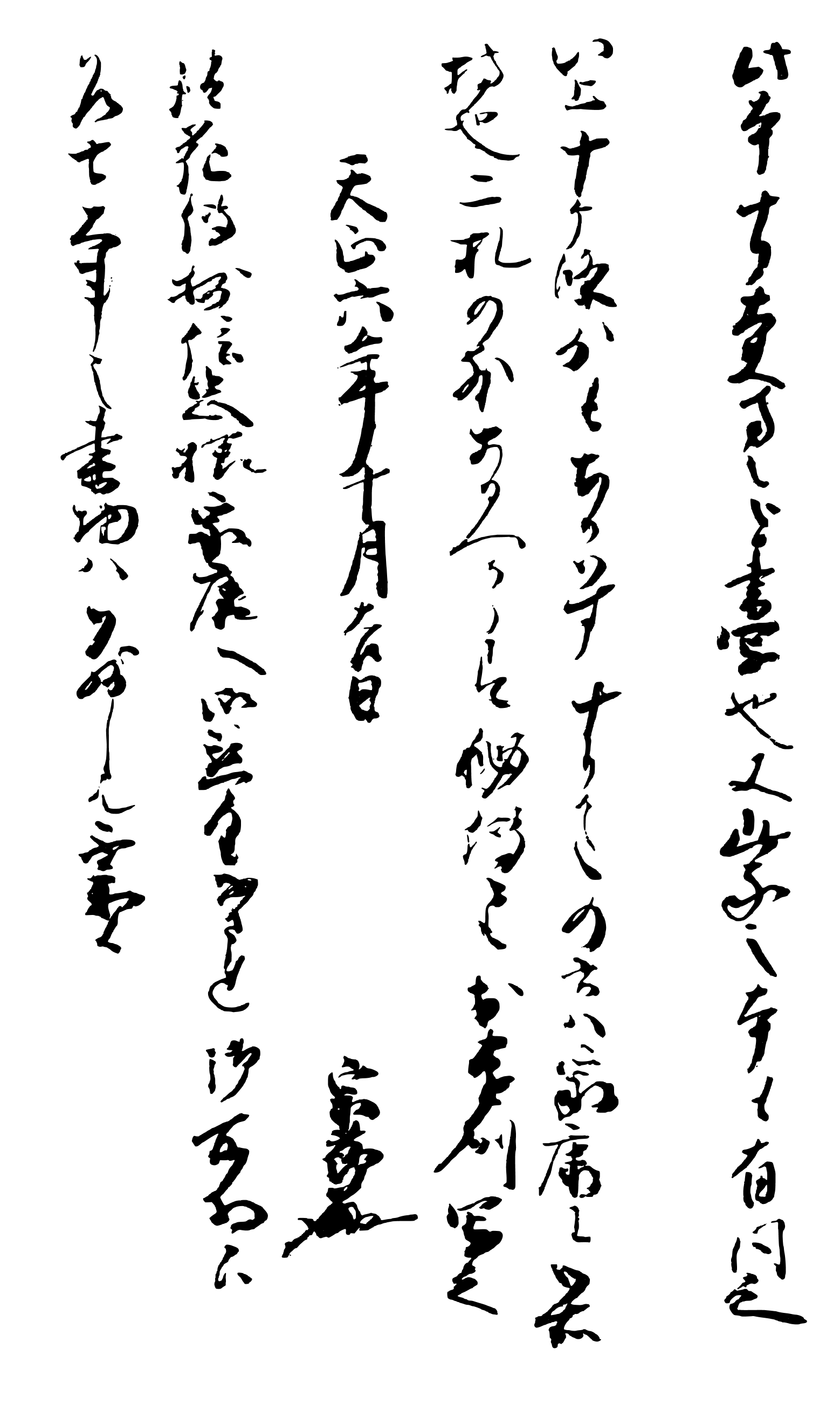
宗節による『風姿花伝』第七別紙口伝の写本奥書。宗節70歳の天正6年（1578年）筆。家康、織田信忠にこの本が献上されたことなどを記す。四行目下部に宗節の署名と花押。観世宗家蔵。

兄・駿河十郎大夫の継いだ越智観世家は、世阿弥の嫡孫・初代観世十郎大夫（藤若観世大夫）に始まる家であり、観世宗家にも勝る貴重な世阿弥伝書を多数所蔵していた。元より宗家の伝書類は天文11年の火事でほとんど失われており、宗節は元尚とともに、十郎大夫が家康に献上していたこれらの著作を書写・整理することに勤めた。その中には世阿弥の代表作『風姿花伝』、『申楽談儀』などが含まれている。またそれ以外にも、多くの先人の説を伝書にまとめて後代に残したほか（『巻子本宗節筆音曲伝書』など）、細川家に伝来した『元亀慶長能聞書』に宗節の芸談が記されるなど、室町後期を代表する名人としてその名を残した。このことから、後代「祖師」として謡伝書の仮託の対象ともなっている。

## 参考書籍
- 『能楽史料 第六編 本校 四座役者目録』（田中允編、わんや書店、1955年）
- 表章『観世流史参究』（檜書店、2008年）
- 西野春雄、羽田昶『能・狂言事典』（平凡社、1987年）
- 表章・竹本幹夫『岩波講座 能・狂言 II 能楽の伝書と芸論』（岩波書店、1988年）